# بانگ‌مرغ
بانگ‌مرغ، وانگ‌مرغ یا وانگا نام یک تیره به نام وانگایان (نام علمی: Vangidae) از راسته گنجشک‌سانان است. واژهٔ وانگا، یک واژهٔ ماداگاسکاری است.

## فهرست گونه‌ها
تیره: VANGIDAE
- سرده: Calicalicus

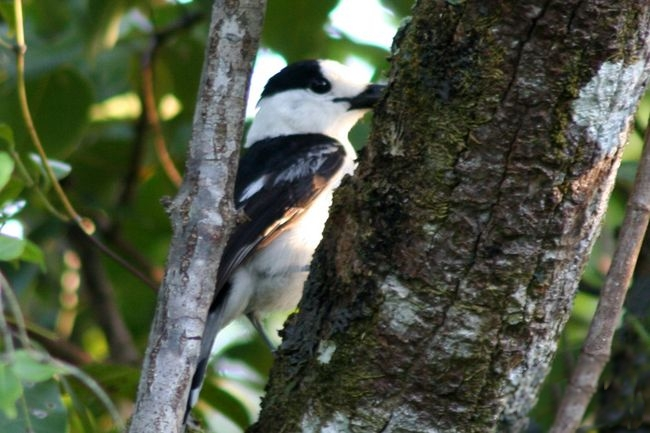
وانگای نوک‌چنگکی (Vanga curvirostris)

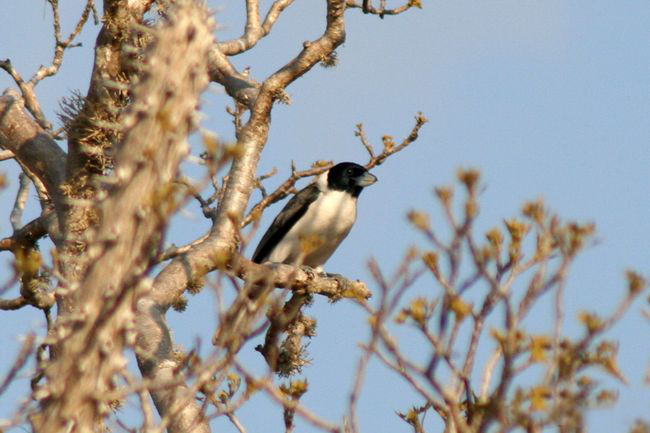
وانگای لافرسنای (Xenopirostris xenopirostris)

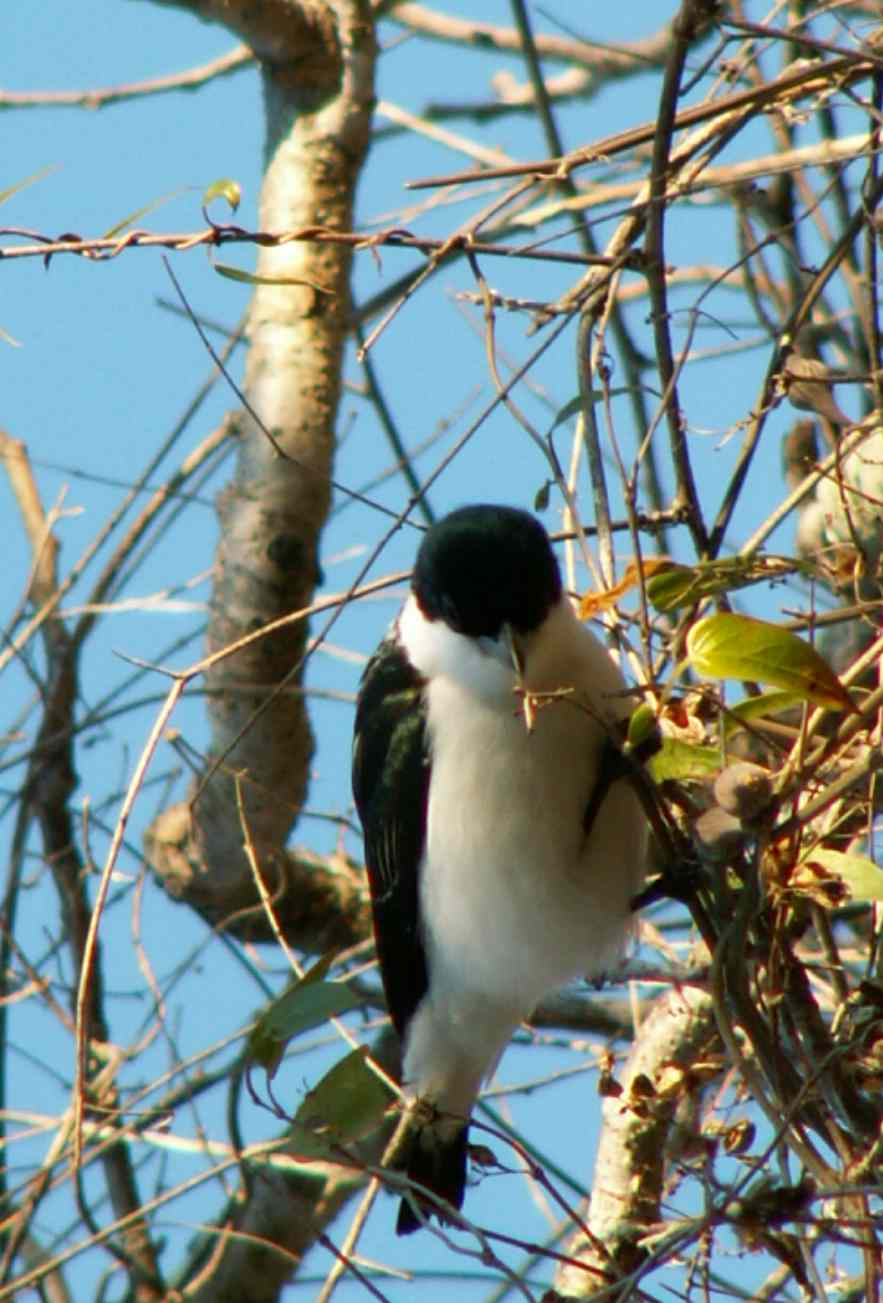
وانگای شابر (Leptopterus chabert)

  - وانگای دم‌سرخ، Calicalicus madagascariensis
  - وانگای شانه‌سرخ، Calicalicus rufocarpalis
- سرده: Schetba
  - وانگای حنایی، Schetba rufa
- سرده: vanga
  - وانگای نوک‌چنگکی، Vanga curvirostris
- سرده: Xenopirostris
  - وانگای لافرسنای، Xenopirostris xenopirostris
  - وانگای فان دام، Xenopirostris damii
  - وانگای گرده، Xenopirostris polleni
- سرده: Falculea
  - وانگای نوک‌داسی، Falculea palliata
- سرده: Artamella
  - وانگای سرسفید، Artamella viridis
- سرده: Leptopterus
  - وانگای شابر، Leptopterus chabert
- سرده: Cyanolanius
  - وانگای آبی‌رنگ، Cyanolanius madagascarinus
    - Comoro blue vanga, Cyanolanius (madagascarinus) comorensis.
- سرده: Oriolia
  - وانگای برنیه، Oriolia bernieri
- سرده: Euryceros
  - وانگای کلاه‌خودی، Euryceros prevostii
- سرده: Tylas
  - وانگای تایلاس، Tylas eduardi
- سرده: Hypositta
  - وانگای کمرکولی or coral-billed nuthatch vanga, Hypositta corallirostris
  - وانگای بلونچلی or short-toed nuthatch vanga, Hypositta perdita - آرایه‌شناسی آلفا status questionable.
- سرده: Newtonia
  - جیغوی تیره، Newtonia amphichroa
  - جیغوی معمولی، Newtonia brunneicauda
  - جیغوی آرچبالد، Newtonia archboldi
  - جیغوی دم‌سرخ، Newtonia fanovanae
- سرده: Mystacornis
  - زمین‌پر، Mystacornis crossleyi
- سرده: Pseudobias
  - مگس‌گیر وارد، Pseudobias wardi